# Ільче
Ільче (ісп. Ilche) — муніципалітет в Іспанії, у складі автономної спільноти Арагон, у провінції Уеска. Населення — 259 осіб (2009).
Муніципалітет розташований на відстані близько 360 км на північний схід від Мадрида, 43 км на південний схід від Уески.
На території муніципалітету розташовані такі населені пункти: (дані про населення за 2009 рік)
- Форнільйос: 73 особи
- Ільче: 26 осіб
- Монесма: 58 осіб
- Морілья: 70 осіб
- Одіна: 5 осіб
- Пермісан: 14 осіб

## Демографія
Динаміка населення (INE ):

## Галерея зображень

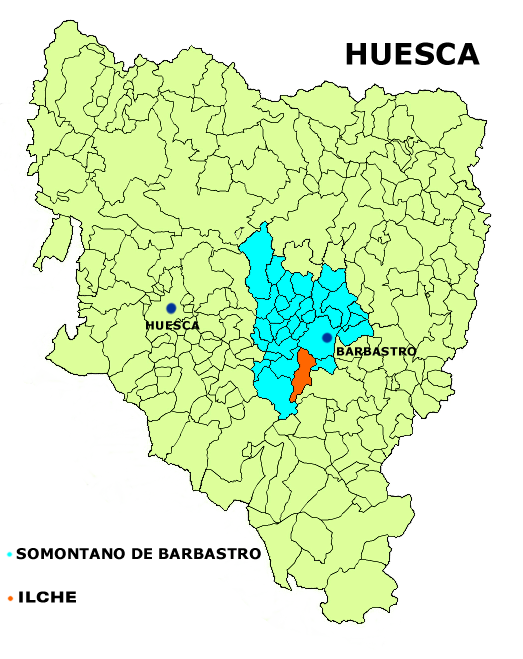
Розташування муніципалітету